# 法務省 (タイ)
法務省 (タイ語: กระทรวงยุติธรรม　タイ語略: ยธ.、英語: Ministry of Justice 英語略: MOJ）は、タイ王国政府の省の一つ。1891年に設置。

## 概要
法務省は、国家の法務を主に担当する省である。加えて刑務所の運営、警察への支援を行う。内閣の閣僚である法務大臣が省の長となる。法務大臣は麻薬取締委員会、国家汚職防止取締委員会を直轄する。

## 歴史
法務省は、ラーマ5世によって当時、国内にさまざまに存在した法廷および法システムを中央政府に一元化するために1891年に設置された。それにより16箇所あった法廷は7法廷に統合された。1912年、ラーマ6世によって法廷と法務省に分離された。

## 所在地
ノンタブリー県 パーククレット郡 ヂェーンワッタナ通り  （ถนนแจ้งวัฒนะ อำเภอปากเกร็ด จังหวัดนนทบุรี 11120）

## 部局

### 事務
- 大臣官房
- 次官事務局

### 内部部局
- 矯正局 （กรมควบคุมประพฤติ）
- 権利および自由擁護局 （กรมคุ้มครองสิทธิและเสรีภาพ）
- 民事執行局 （กรมบังคับคดี）
- 児童・青少年監査・保護局 （กรมพินิจและคุ้มครองเด็กและเยาวชน）
- 刑務局 （กรมราชทัณฑ์）
- 特別捜査局 （DSI）
- 法務事務局 （สำนักงานกิจการยุติธรรม）
- 法科学研究所 （สถาบันนิติวิทยาศาสตร์）

## 法務大臣直轄
- 麻薬取締委員会事務局 （สำนักงานคณะกรรมการป้องกันและปราบปรามยาเสพติด）
- 国家汚職防止取締委員会事務局 （สำนักงานคณะกรรมการป้องกันและปราบปรามการทุจริตในภาครัฐ）

## 省関連独立機構
- マネーロンダリング防止取締事務局 （สำนักงานป้องกันและปราบปรามการฟอกเงิน）
- 最高検察庁（สำนักงานอัยการสูงสุด）

## 関連事項
- 内閣 (タイ)